# Vlag van Lombardije
De vlag van Lombardije bestaat uit een groen veld, dat de Povlakte voorstelt, met daarop een wit curvilineair kruis, dat een prehistorische tekening voorstelt die in Lombardije gevonden is (uit het tijdperk dat de Camuni in Lombardije leefden). De witte kleur die licht voorstelt. Buiten de vorm en de iets lichtere kleur is deze vlag precies hetzelfde als het wapen van Lombardije. De huidige vlag werd officieel aangenomen op 4 februari 2019, hoewel het de facto wordt gebruikt sinds 12 juni 1975.